# Médounéfer
Médounéfer est un ancien médecin oculiste égyptien qui a vécu dans l'Ancien Empire, environ 2500 avant notre ère.
Médounéfer n'est connu que par son mastaba fouillé par Selim Hassan à Gizeh. Ce mastaba est un simple bloc rectangulaire avec juste une petite chapelle intérieure. La seule partie décorée qui a survécu est un linteau de porte représentant Médounéfer assis. On y trouve également une courte inscription énumérant les titres de Médounéfer. Selon le texte, il était « connaissance du roi », « maître des secrets du palais », « chef des médecins oculistes du palais » et « médecin du palais ». On ne sait pas grand-chose d'autre sur lui.
Une datation précise n'est donc pas possible.